# Assioma di estensionalità
Nella teoria degli insiemi, l'assioma di estensionalità, o assioma dell'estensione, è uno degli assiomi della teoria degli insiemi di Zermelo-Fraenkel.
Nel linguaggio formale degli assiomi di Zermelo-Fraenkel, l'assioma è scritto:
{\displaystyle \forall A,\forall B,\quad A=B\iff (\forall C,\quad C\in A\iff C\in B)}
oppure a parole:
Dato un generico insieme A e dato un generico insieme B, A è uguale a B se e solo se, dato un qualsiasi altro C, C è un elemento di A se e solo se C è un elemento di B.
(Non è necessario che C sia un insieme; ma in ZF tutti gli oggetti sono insiemi. Vedi nella teoria degli insiemi con ur-elementi più avanti per vedere quando questo è violato.)
Per comprendere questo assioma, si noti che la clausola fra parentesi nell'espressione simbolica riportata sopra semplicemente afferma che A e B hanno esattamente gli stessi elementi.
Quindi, quello che l'assioma sta dicendo è che due insiemi sono uguali se e solo se hanno esattamente gli stessi elementi.
Essenzialmente il senso è questo:
L'insieme A è determinato unicamente (e univocamente) dai suoi elementi.
L'assioma dell'estensionalità può essere usato in ogni espressione della forma
{\displaystyle \exists A:\forall B\quad B\in A\iff P(B)},
dove P è un predicato unario che non fa menzione di A o B, per definire un unico insieme {\displaystyle A} i cui elementi sono precisamente gli insiemi che soddisfano il predicato {\displaystyle P}.
Possiamo introdurre un nuovo simbolo per {\displaystyle A}; è in questo modo che in definitiva funzionano le definizioni nella matematica ordinaria, quando le loro affermazioni sono ridotte in forma puramente insiemistica.
L'assioma di estensionalità è generalmente considerato non controverso, e appare in questa forma o in una forma equivalente in praticamente tutte le assiomatizzazioni della teoria degli insiemi.
Tuttavia può richiedere delle modifiche in alcuni casi, come si vede più avanti.
Fu Leibniz il primo ad utilizzare i termini di estensione e intensione nell'ambito della logica. Che si tratti di una proprietà o di una relazione n-aria (con n>1), l'estensione è l'insieme di individui che possiedono la caratteristica stabilita come intensione (di un concetto).

## In logica predicativa senza uguaglianza
L'assioma sopra riportato assume che l'uguaglianza sia un simbolo primitivo nella logica predicativa.
Alcune trattazioni della teoria assiomatica degli insiemi preferiscono fare a meno di questo, e considerano l'affermazione precedente non come un assioma ma come una definizione di uguaglianza. Quindi è necessario includere gli usuali assiomi di uguaglianza della logica predicativa come assiomi del simbolo così definito. La maggior parte degli assiomi seguono dalla definizione; l'unico rimanente è
{\displaystyle \forall A,\forall B,\quad (\forall C,\quad C\in A\iff C\in B)\Rightarrow (\forall D,\quad A\in D\iff B\in D)}
ed è questo assioma ad essere considerato assioma di estensionalità in questo contesto.

## Nella teoria degli insiemi con ur-elementi
Un ur-elemento è un elemento di un insieme che non è un insieme a sua volta.
Negli assiomi di Zermelo-Fraenkel non esistono ur-elementi, ma in alcune assiomatizzazioni alternative della teoria degli insiemi è possibile incontrarli.
Gli ur-elementi possono essere trattati come un diverso tipo logico rispetto agli insiemi; in questo caso {\displaystyle B\in A} non ha senso se {\displaystyle A} è un ur-elemento, quindi l'assioma di estensionalità si applica solo agli insiemi.
Alternativamente, in una logica non tipizzata, possiamo richiedere che {\displaystyle B\in A}  sia falso tutte le volte che {\displaystyle A} è un ur-elemento.
In questo caso l'usuale assioma di estensionalità implicherebbe che ogni ur-elemento sia uguale all'insieme vuoto.
Per evitare questo, possiamo modificare l'assioma di estensionalità in modo che si applichi solo agli insiemi non vuoti, cioè:
{\displaystyle \forall A,\forall B,\exists C:C\in A\implies (A=B\iff (\forall D,\quad D\in A\iff D\in B)).}
In altre parole:
Dato un generico insieme A e un generico insieme B, se A è un insieme non vuoto (cioè, se esiste un elemento C di A), allora A e B sono uguali se e solo se hanno esattamente gli stessi elementi.

## Conseguenze elementari
L'assioma di estensionalità ha alcune immediate conseguenze elementari. Una si può esprimere informalmente dicendo che un dato elemento se sta in un dato insieme allora ci sta una volta sola, senza molteplicità. Per esempio, si ha {\displaystyle \{1,1\}=\{1\}}, dunque l'insieme {\displaystyle \{1,1\}} ha un solo elemento. Un'altra si può esprimere informalmente dicendo che in un insieme gli elementi non hanno un ordine. Per esempio {\displaystyle \{1,2\}=\{2,1\}}. Entrambe le eguaglianze del tipo {\displaystyle A=B} appena citate si verificano ricorrendo per l'appunto all'assioma di estensionalità, controllando cioè che ogni elemento di {\displaystyle A} sia anche elemento di {\displaystyle B}, e che ogni elemento di {\displaystyle B} sia anche elemento di {\displaystyle A}.